# Bruno Leoni
Bruno Leoni (26 de abril de 1913 - 21 de noviembre de 1967) fue un filósofo político liberal y abogado italiano. Fue el crítico más efectivo, profundo y original de la legislación positivista y de la concepción keynesiana del Derecho. Referente del liberalismo en el ámbito jurídico. 
Gracias a sus ideas, el nombre Bruno Leoni es asociado a un modelo liberal y antiestatal.

## Biografía
Nació el 26 de abril del año 1913 en la ciudad de Ancona, Italia. Pasa su vida entre tres importantes locaciones italianas: Turín (donde vivió y ejerció la profesión de abogado), Pavía (donde enseñaba en la universidad hasta su trágica muerte) y Cerdeña (región con la que tuvo lazos familiares y emotivos).  
Inicia la vida de docente universitario en el año 1942, siendo profesor extraordinario de la doctrina del estado en la universidad de Pavía aunque la guerra lo mantuvo temporalmente alejado del estudio y la investigación. En el año 1945 vuelve a la cátedra universitaria, esta vez enseñando también filosía del derecho. Fue presidente de la facultad de Ciencias Políticas de dicha universidad entre los años 1948 y 1960.  
Además de ser editor de la revista de ciencias políticas Il Politico, Leoni también participó como secretario y luego presidente de la Sociedad Mont Pelerin. Fue catedrático de Filosofía del Derecho y Teoría del Estado en la Universidad de Pavía de 1942 a su muerte. Llegó a ser Decano de la Facultad de Ciencias Políticas y Director del Instituto de Ciencia Política de la misma universidad.  
Muere asesinado por un colaborador, de nombre Osvaldo Quero, de su estudio de abogados en el año 1967. Leoni, al descubrir que dicho colaborador, encargado de la administración de condominios, había estafado y robado, amenazó con denunciarlo. Quero decidió asesinarlo y esconder el cuerpo hasta que fue descubierto y condenado a 24 años de prisión.

## Pensamiento
Durante la posguerra, Bruno Leoni defendía, al contrario de las mayorías de las corrientes políticas y económicas del momento que apoyaban una visión estatal y Keynesiana, un modelo liberal criticando el intervencionismo público y abogando por la mayor capacidad y eficiencia de un sistema basado en la acción individual. 
No solo estaba interesado en el campo del derecho y la filosofía, también en la ciencia política, la teoría económica y las doctrinas del pensamiento político. Promovió con determinación las ideas liberales entre la opinión pública italiana, prestando especial atención a la importancia del libre mercado y la propiedad privada.
Con sus estudios Leonio abrió el camino a muchos otros campos: De la teoría de la decisión pública al análisis económico del derecho hasta la investigación interdisciplinaria en dichos campos.  Gran parte de su herencia intelectual fue olvidada, principalmente en Italia, teniendo solo un posterior impacto en los países anglosajones. 
Un conocido libro suyo es La libertad y la ley, publicado en inglés en 1961. En este trabajo señala la importancia histórica de la ley (el ius civile romano y el common law inglés) y es muy crítico hacia la legislación moderna y la idea de que la ley puede ser el simple resultado de una decisión política. Otra importante contribución de Leoni para el pensamiento jurídico es su teoría acerca de la ley como reclamo individual (presenta esta ideas en muchos artículos y ensayos).
Carlo Lottieri ha escrito una importante monografía sobre el pensamiento de Leoni (Le ragioni del diritto. Libertà individuale e ordine giuridico nel pensiero di Bruno Leoni, Soveria Mannelli: Rubbettino, 2006).
Jesús Huerta de Soto señala: "Bruno Leoni tiene el importante mérito de haber centrado los trabajos de Hayek, dándoles no sólo una fundamentación basada en la concepción clásica del Derecho Romano, sino también realizando una magistral integración, dentro de una teoría sintética de la libertad, de la más clásica tradición jurídica romana con la tradición anglosajona de la rule of law y la teoría económica de los procesos sociales desarrollada por la Escuela Austríaca".

### Una filosofía del derecho de corte individualista.
La participación en la Mont Pelerin Society tuvo una gran influencia, positiva, sobre el pensamiento de Leoni. En las reuniones y encuentros pudo tener contacto con intelectuales y escuelas de pensamiento diferentes a las del tradicional debate ideológico italiano (dividido entre un neomarxismo y un neopositivismo). Seguramente, sin tal influenza, Leoni no habría escrito su obra más importante, La Libertad y la Ley, y no habría desarrollado su original conjunto de ideas. 
A partir de los años noventa, gracias a la publicación en italiano de su principal obra, Leoni es redescubierto en el debate liberal italiano, siendo fuente de inspiración e interés para futuras generaciones.

### La crítica a Kelsen
En particular, mientras en el transcurso del tiempo el derecho ha sido identificado con la simpe voluntad de los hombres en el poder, uno de los mayores logros de Leoni fue el de indicar un modo diferente de entender las normas, tratando de abarcar más allá de lo político y de la legislación misma. Por tal motivo se ve en esta concepción del derecho una visión alternativa al normativismo kelsesiano.

## La Libertad y la Ley
"Esta obra es tan poco convencional, e incluso tan directamente opuesta a mucho de lo que hoy se acepta casi de modo universal, que hay cierto riesgo de que no se la tome tan en serio como merece, o se la desprecie como una especulación excéntrica de un hombre fuera de sintonía con su tiempo". Friedrich A. Hayek.
Leoni ataca frontalmente el crecimiento desmesurado de la legislación inspirada en el positivismo. Afirmaba: "No pretendo que se descarte enteramente la legislación. Probablemente esto no ha ocurrido nunca en ningún país y en ninguna época. Sin embargo, lo que sí sostengo es que la legislación es verdaderamente incompatible con la iniciativa y la decisión individual cuando alcanza un límite que la sociedad contemporánea parece haber dejado atrás ya hace mucho".
Rescata la sabiduría romana y anglosajona. Ambos sistemas compartieron la idea de que la ley es algo que se debe descubrir más bien que promulgar y que nadie debe ser tan poderoso en su sociedad como para poder identificar su propia voluntad con la ley del país. 